# Polinyà
Polinyà település Spanyolországban, Barcelona tartományban. Lakosainak száma 8555 fő (2024).

## Földrajza
Polinyà Sentmenat, Sabadell, Santa Perpètua de Mogoda és Palau-solità i Plegamans községekkel határos.

## Népesség
A település lakosságának változását az alábbi diagram mutatja:
| Lakosok száma | 134  | 409  | 533  | 464  | 2725 | 5855 | 7676 | 8238 | 8479 | 8555 |
|               | 1717 | 1887 | 1936 | 1960 | 1986 | 2004 | 2009 | 2014 | 2019 | 2024 |